# Генріх фон Маур
Карл Теодор Александер Генріх фон Маур (нім. Karl Theodor Alexander Heinrich von Maur; 19 липня 1863, Ульм — 10 квітня 1947, Штутгарт) — німецький воєначальник, доктор політичних наук, обергруппенфюрер СС і генерал артилерії запасу вермахту. Кавалер ордена Pour le Mérite.

## Біографія
1 жовтня 1881 року Маур вступив у польовий артилерійський полк «Принц-регент Луїтпольд Баварський» (2-й Вюртемберзький) №29. 22 березня 1913 року призначений командиром свого рідного полку.
З початком Першої світової війни його полк було мобілізовано і спочатку розгорнуто на Західному фронті. Тут він взяв участь у битвах при Лонгві, переправах через Маас та Варенне. Потім полк був перекинутий на північ Франції і бився в Ліллі та Іпрі. На початку грудня 1914 року полк був відкликаний з фронту, після чого продовжив службу в Польщі, брав участь у боях під Ловичем і Санниками та на Равці-Бзурі.
24 грудня 1914 року Маур залишив командування полком і був призначений командиром 79-ї резервної польової артилерійської бригади 79-ї резервної дивізії. Вперше проявити себе йому вдалося під час зимової битви в Мазурії. Потім були бої під Бобром і позиційні бої під Августовом. У середині літа 1915 року бригада брала участь у штурмі Ковенської фортеці. Потім була битва під Неманом і, до початку жовтня 1915 року, битва під Вільно. Досягши лінії Крево-Сморгонь, бригада повернулася до позиційної війни. 5 червня 1916 року він повернувся на Західний фронт і прийняв командування 26-ю резервною польовою артилерійською бригадою, якою він також командував під час битви на Соммі. З лютого 1917 року Маур недовго служив командувачем артилерії №122, а невдовзі після цього, 12 березня 1917 року, він був призначений командувачем 27-ї дивізії (2-ї Королівської Вюртембергської). У цей час підрозділ використовувався як навчальний підрозділ на курсах підготовки командирів у Валансьєні-Солемі, а потім вступив у бій на фронті Арраса під час Весняної битви. Дивізія змогла утримати виділений їй сектор біля Буллекура проти чисельно переважаючого ворога, оснащеного танками, і відбити всі атаки британських і австралійських військ.
Після майже трьох місяців позиційної війни дивізія взяла участь у Третій битві при Іпрі. Навесні підрозділ брав участь у весняному наступі 2-ї армії і зумів значно просунутися вглиб території, перш ніж повернутися до оборони. Незабаром він брав участь в оборонній битві на Маасі, поки не набуло чинності Комп'єнське перемир'я.
Після закінчення війни Маур повів свою дивізію назад додому, де підрозділ спочатку був демобілізований, а потім розформований. Згодом, 1 жовтня 1919 року, Мауру було доручено керівництво ліквідаційною конторою 13-го (Королівський Вюртемберзький) армійського корпусу. Цю посаду він обіймав до 3 листопада 1919 року, коли був звільнений у відставку.
У зимовому семестрі 1919/20 навчального року Маур розпочав навчання у Вищому технічному училищі Штутгарта, яке продовжив у 1921/22 навчальному році у Тюбінгенському університеті. У лютому 1922 року він отримав докторський ступінь від Теодора фон Пісторіуса за дисертацію «Купівельна спроможність грошей у сучасних транзакціях».
З 1924 по 1938 рік обіймав посаду президента Вюртемберзького військового союзу.
13 вересня 1936 року вступив до СС (посвідчення № 276 907), 1 травня 1937 року — до НСДАП (квиток № 5 890 310). У 1944 році приписаний до штабу оберабшніту СС «Південний Захід».

## Звання
- Фанен-юнкер (1 жовтня 1881)
- Фенріх (9 травня 1882)
- Другий лейтенант (5 лютого 1883)
- Перший лейтенант (24 лютого 1892)
- Гауптман (16 червня 1896)
- Майор (18 червня 1903)
- Оберстлейтенант (20 квітня 1910)
- Оберст (22 березня 1913)
- Генерал-майор (27 січня 1916)
- Генерал-лейтенант запасу (3 листопада 1919)
- Манн СС (13 вересня 1936)
- Штандартенфюрер СС (13 вересня 1936)
- Оберфюрер СС (20 квітня 1937)
- Бригадефюрер СС (20 квітня 1939)
- Генерал артилерії запасу у відставці (27 серпня 1939)
- Групенфюрер СС (9 листопада 1942)
- Обергрупенфюрер СС (19 липня 1944)

## Нагороди
- Столітня медаль
- Орден Червоного орла
  - 4-го класу (13 вересня 1899)
  - 2-го класу з мечами (13 вересня 1906)
- Орден Фрідріха (Вюртемберг)
  - лицарський хрест 2-го класу (25 вересня 1901)
  - лицарський хрест 1-го класу з мечами
  - командорський хрест 2-го класу з мечами (16 листопада 1917)
- Китайська медаль в сталі (25 липня 1902)
- Хрест «За вислугу років» (Вюртемберг) 1-го класу (6 грудня 1906)
- Орден Вюртемберзької корони
  - лицарський хрест (25 лютого 1910)
  - командорський хрест (3 травня 1912)
  - командорський хрест з мечами (15 серпня 1916)
- Орден Корони (Пруссія) 3-го класу (27 січня 1912)
- Залізний хрест
  - 2-го класу (9 вересня 1914)
  - 1-го класу (22 жовтня 1914)
- Орден «За військові заслуги» (Вюртемберг), лицарський хрест (1 листопада 1914)
- Орден «За заслуги» (Баварія)
  - 4-го класу з мечами (14 грудня 1914)
  - 2-го класу з мечами (26 січня 1917)
- Pour le Mérite (20 травня 1917)
- Почесний хрест ветерана війни з мечами
- Кільце «Мертва голова» (1 грудня 1937)
- Почесна шпага рейхсфюрера СС (1 грудня 1937)
- Хрест Воєнних заслуг
  - 2-го класу (1939)
  - 1-го класу (1 вересня 1944)